# Pkh
PKH — красящие вещества, используемые для мечения клеток in vivo. Существует несколько PKH с различными максимумами поглощения и излучения света: PKH2 и PKH67 — зеленые флуорохромы (490 нм — поглощение, 504 нм — излучение), а PKH26 — красный флуорохром с максимумами: поглощения — 551 нм и излучения — 567 нм.
PKH связывается липидными клеточными мембранами, поэтому этими краситилями могут быть помечены как животные, так и растительные клетки, а также любые структуры, содержащие мембраны. Период полувыведения in vivo для PKH2 — 5-8 дней, для PKH67 он дольше — 10-12 дней, при этом PKH67 более стабильна и в меньшей степени передается от клетки к клетке. PKH26 имеет период полувыведения более 100 дней, что удобно для изучения пролиферации и отслеживания передвижения клеток.
Красители PKH можно использовать для мечения моноцитов, макрофагов, лимфоцитов и других клеток.